# Hamilton (Bermudy)
Hamilton je hlavním městem Bermud. Leží na hlavním ostrově Velká Bermuda (Great Bermuda) v dobře chráněném přírodním přístavu. Sídlí zde guvernér a vláda. Počtem obyvatel Hamilton ustupuje druhému bermudskému městu, St. George's. V samotném Hamiltonu žije oficiálně pouze 854 obyvatel (v roce 2016), ovšem Bermudy mají vysokou hustotu zalidnění (1 180 ob./km²), a tak na město navazují další sídla, z nichž dojíždí lidé do Hamiltonu za prací.

## Historie
Historie Hamiltonu jako britského města začala v roce 1790, kdy bermudská vláda vyčlenila 145 akrů (59 hektarů) pro své budoucí sídlo, které bylo oficiálně založeno v roce 1793 zákonem parlamentu a pojmenováno po guvernérovi Henrym Hamiltonovi. Hlavní město kolonie se do Hamiltonu přestěhovalo ze St George's v roce 1815. Od té doby je město politickým a vojenským centrem Bermud. K vládním budovám patří budova parlamentu, na severu Government House, na západě bývalý Admiralty House Královského námořnictva (obě v Pembroke) a na východě velitelství posádky britské armády v Prospect Camp. Město Hamilton se stalo městem v roce 1897, před vysvěcením v roce 1911 katedrály Nejsvětější Trojice (anglikánské církve), která se v té době stavěla. Později byla postavena katolická katedrála svaté Terezie.
V roce 1940 uvedlo Královské námořnictvo do provozu bývalý torpédoborec amerického námořnictva jako HMS Hamilton. Ve vydání novin The Royal Gazette, které vycházely ve městě Hamilton, z 2. listopadu 1940 o tom informoval článek s názvem "NOVÝ" DESTROYER MÁ JMÉNO HAMILTON: zdejší starosta obdržel dopis od jeho velitele a začínal slovy: "HMS HAMILTON":
Dne 17. února 1975 navštívila radnici královna Alžběta II. spolu s princem Philipem v rámci světové cesty po stavbě objektu.
Dnes je město s výhledem na Hamiltonský přístav především obchodní čtvrtí s několika málo stavbami kromě kancelářských budov a obchodů. Město Hamilton dlouhodobě dodržuje výškové a výhledové omezení budov, podle kterého nesmí žádná budova zastínit katedrálu. V 21. století byly v oblasti naplánovány a některé se staví budovy vysoké až deset podlaží. Místní bermudské noviny The Royal Gazette uvádějí: "Pokud nepoznáváte město, které bylo před 15 lety, nemáme vám to za zlé, protože se tolik změnilo.".

## Geografie
Hamilton se nachází na severní straně přístavu Hamilton Harbour a je hlavním bermudským přístavem. Ačkoli existuje stejnojmenná farnost, město Hamilton se nachází ve farnosti Pembroke. Město je pojmenováno po siru Henrym Hamiltonovi, guvernérovi tohoto území v letech 1786-1793. Hamiltonova farnost vznikla dříve než město.
Administrativní hlavní město Bermud, Hamilton, má omezený počet stálých obyvatel kolem 854 (2016); v roce 2010 zde však denně pracovalo 13 340 osob (40 % pracujících obyvatel Bermud). Hamilton je jediným statutárním městem na Bermudách a je menší než historické město St George's. Reprezentativnějším měřítkem počtu místních obyvatel na Bermudách bývají farnosti.

## Hospodářství
Bermudy jsou offshore sídlem mnoha zahraničních společností a mají vysoce rozvinutou mezinárodní obchodní ekonomiku; jsou vývozcem finančních služeb, především pojištění, zajištění, investičních fondů a účelových společností. Finance a mezinárodní obchod tvoří největší sektor bermudské ekonomiky a prakticky veškerý tento obchod se odehrává v hranicích Hamiltonu.
V Hamiltonu sídlí řada předních mezinárodních pojišťovacích společností, neboť je celosvětovým centrem zajišťovnictví. Na Bermudách fyzicky sídlí přibližně 400 mezinárodně vlastněných a provozovaných podniků a mnohé z nich jsou zastoupeny Asociací bermudských mezinárodních společností. Celkem je v bermudském rejstříku společností zapsáno více než 1 500 osvobozených nebo mezinárodních společností.
Ve městě je registrováno sídlo výrobce lihovin Bacardi, outsourcingové společnosti Genpact a zajišťovny Tokio Millennium Re Ltd. Hamilton je známý jako sídlo mezinárodních přepravních společností, jako je Frontline Ltd. Díky nízké sazbě daně z příjmu právnických osob je atraktivní pro americké společnosti.
Kromě toho se v Hamiltonu nachází sídlo společnosti bermudského řetězce obchodů s potravinami The MarketPlace, největšího obchodu s potravinami na Bermudách.

## Náklady na bydlení
Podle serveru Numbeo je Hamilton na Bermudách držitelem rekordu v nejvyšším indexu životních nákladů na světě, neboť od roku 2023 činí životní náklady v Hamiltonu 138,01

## Památky

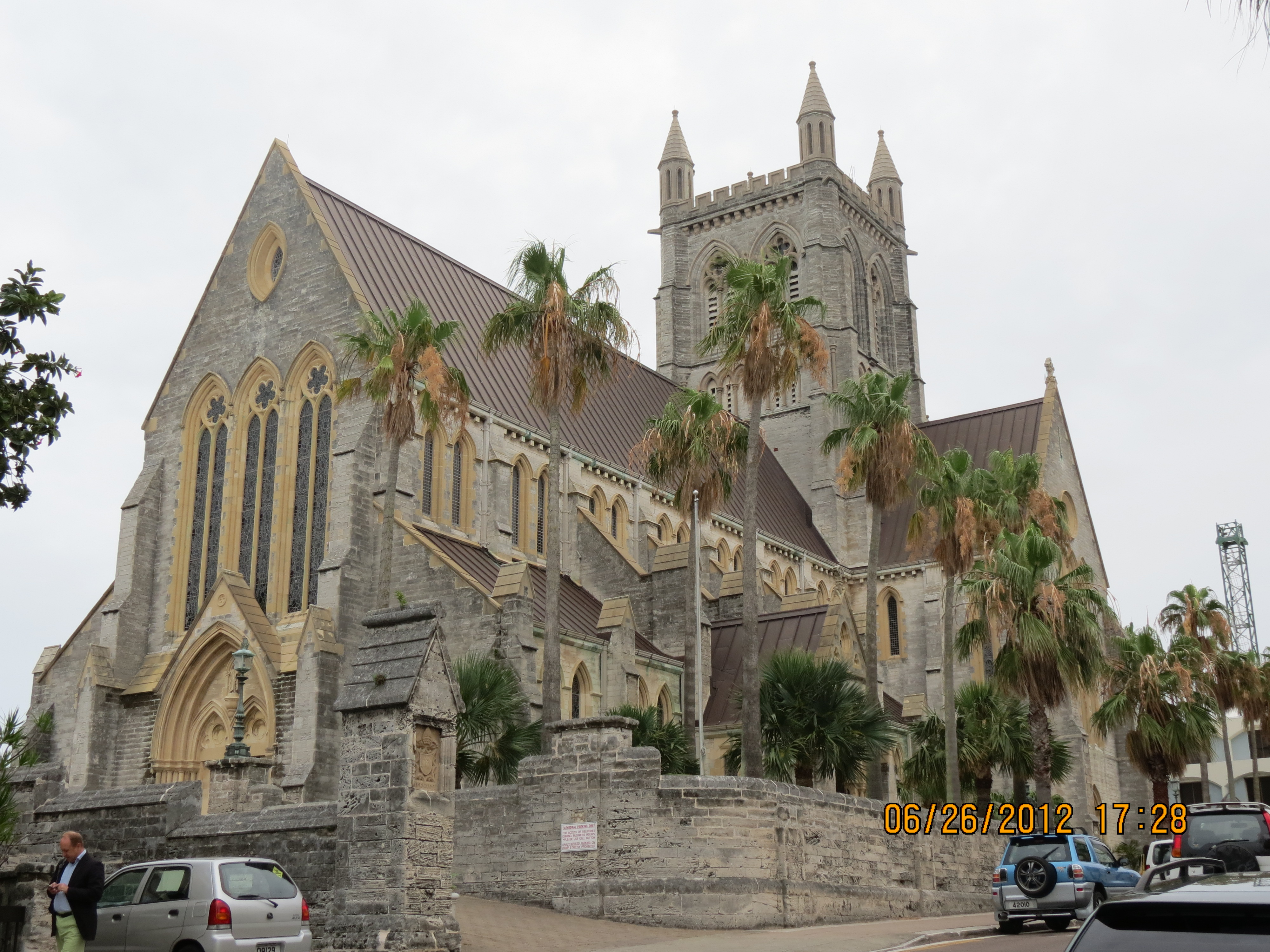
Katedrála Nejsvětější Trojice

Ve městě je bývalá vojenská pevnost, muzeum a anglikánská katedrála, která byla postavena v roce 1897.